# Glenea lambii
Glenea lambii är en skalbaggsart som först beskrevs av Francis Polkinghorne Pascoe 1866.  Glenea lambii ingår i släktet Glenea och familjen långhorningar. Inga underarter finns listade i Catalogue of Life.